# أوليغ لوتسينكو
أوليغ لوتسينكو (بالأوكرانية: Луценко Олег Олександрович)‏ هو لاعب كرة قدم أوكراني في مركز الدفاع، ولد في 14 فبراير 1993 في أوكرانيا. لعب مع أولمبيك دونيتسك وتشورنومورتس أوديسا ونادي فولين لوتسك ونادي ميتاليست خاركيف.

## وصلات خارجية
- أوليغ لوتسينكو على موقع اتحاد أوكرانيا (الإنجليزية)
- أوليغ لوتسينكو على موقع قاعدة بيانات كرة القدم.إي يو (الإنجليزية)
- أوليغ لوتسينكو على موقع Soccerway.com (الإنجليزية)
- أوليغ لوتسينكو على موقع عالم كرة القدم.نت (الإنجليزية)